# Robert Forster (músico)
Robert Derwent Garth Forster (29 de junio de 1957) es un cantautor, guitarrista y crítico musical australiano. En diciembre de 1977, junto a Grant McLennan, formó el grupo de indie rock The Go-Betweens, al que después se unió Lindy Morrison en batería y coros. En diciembre de 1989, después de grabar seis álbumes, The Go-Betweens se disolvió y Forster comenzó su carrera musical en solitario.
Los álbumes de estudio en solitario de Forster son Danger in the Past (1990), Calling from a Country Phone (1993), I Had a New York Girlfriend (1995), Warm Nights (1996), The Evangelist (2008), Songs To Play (2015) e Inferno (2019). Stewart Mason, de Allmusic, lo describió como "con un don para las canciones pop astutas junto con las baladas inquietantes con las que contribuyó a los álbumes de Go-Betweens, y su carrera en solitario ha mostrado una mezcla saludable de los dos estilos". De 2000 a 2006, The Go-Betweens se reformaron y publicaron tres álbumes de estudio antes de que Grant McLennan muriera el 6 de mayo de 2006 de un ataque al corazón. En mayo de 2001, "Cattle and Cane", de Before Hollywood (1983) de The Go-Betweens, fue seleccionada por la Australasian Performing Right Association (APRA) como una de las 30 mejores canciones australianas de todos los tiempos. En 2008, 16 Lovers Lane (1988) se destacó en la serie The Great Australian Albums de Special Broadcasting Service TV como un ejemplo clásico del rock de los ochenta. Forster comenzó a escribir como crítico musical en 2005 para la revista The Monthly y como columnista de su publicación hermana The Saturday Paper en 2014. 

## Carrera

### Carrera solista
Después de la disolución de The Go-Betweens, Forster se trasladó a Alemania en 1990 y grabó su primer álbum en solitario, Danger in the Past, en Berlín. Fue producido por Harvey (Anita Lane) y publicado en Beggars Banquet Records. Ned Raggett de Allmusic describió el álbum como "rock & roll literario y discreto" con su "voz aguda y suavemente agrietada" y "estableciendo y manteniendo una variedad de estados de ánimo, desde la energía repentina hasta la meditación suave". En noviembre publicó un sencillo, "Baby Stones", del álbum. También ese año proporcionó la guitarra para el álbum debut del grupo de pop alemán Baby You Know, To Live Is to Fly. Karin Bäumler apareció en violín y voz en To Live Is to Fly. Bäumler también proporcionó la voz para Danger in the Past de Forster. Forster y Bäumler se casaron a principios de la década de 1990. Tienen dos hijos.
En 1993, Forster había regresado a Brisbane para grabar su segundo álbum en solitario, Calling from a Country Phone, en Sunshine Studios con miembros del grupo de pop local Custard. Fue producido por Forster y publicado en Shock Records y Beggars Banquet en junio. Un sencillo, "Drop", apareció antes que el álbum. Para las giras formó Robert Forster's Silver Backwash con David McCormack a la guitarra, Robert Moore al bajo y Glenn Thompson a la batería. Aunque descrito como un álbum "bullicioso country pop" por McFarlane, según Greg Adams de Allmusic su "sonido folk rock ... recuerda a Felt's Me and a Monkey on the Moon más que ... Nashville". Forster también produjo su tercer álbum en solitario, I Had a New York Girlfriend, una colección de covers grabados en Melbourne en 1994. Raggett sintió que era "una visita interesante y en ocasiones desafiantemente fuera de moda a través de una selección sorprendente y entretenida de canciones".
En 1995 Forster formó un grupo de tres miembros, Warm Nights, con Thompson y Adele Pickvance en el bajo. A finales de ese año, Forster y Grant McLennan actuaron juntos en Brisbane y el dúo estuvo acompañado por Pickvance y Thompson. Forster negó que fuera un show tributo: "cualquiera que hiciera el show australiano The Go-Betweens Show sería más apretado ... la gente que comienza con esas bandas [tributo] generalmente toca mucho más apretado que las bandas a las que están honrando o copiando o lo que sea". En mayo del año siguiente, la misma formación se presentó en la celebración del décimo aniversario de Les Inrockuptibles en París.
El siguiente álbum en solitario de Forster, Warm Nights, fue grabado en Londres en 1996 y producido por Edwyn Collins (The Proclaimers, Vic Godard, A House). Collins también proporcionó la guitarra junto con una sección de metales de cinco miembros. La sección de ritmo fueron Pickvance y Thompson. Apareció en septiembre de ese año y McFarlane lo describió como "una colección relajada de pop veraniego". Raggett descubrió que es "un toque menos obviamente country en comparación, más del rock/pop discreto y hábil". El sencillo principal del álbum, "Cryin' Love", incluía un video musical que, según McFarlane, es "uno de los clips de película más entretenidos del año". A mediados de 1997, Forster y McLennan reformaron brevemente The Go-Betweens para una serie de conciertos en el Reino Unido.
Tras el fallecimiento de Grant McLennan, en julio de 2007 Forster reanudó su carrera musical en solitario con actuaciones en vivo durante cuatro noches en el Festival de Música de Queensland. Escogió tres canciones coescritas con McLennan, incluida "Demon Days", la última canción que escribieron como dúo, y las grabó junto con material propio para su primer álbum en solitario en 11 años, The Evangelist, lanzado el 26 de abril de 2008 a través de Yep Roc Records. Había sido grabado con Pickvance y Thompson en Good Luck Studios, Londres, de septiembre a noviembre de 2007 (excepto una pista, "A Place to Hide Away"). Thom Jurek de Allmusic señaló que Forster "nunca antes había sido tan directo, tan sencillo y honesto, y sí, vulnerable sin la máscara de su don para tejer una historia, incluso en primera persona, y hacerse parecer un narrador".
Un retrato de Forster, del artista conocido como what, ganó el Premio Nacional de Retrato Doug Moran 2019.

## Discografía

### Álbumes de estudio
- Danger in the Past (1990)
- Calling from a Country Phone (1993)
- I Had a New York Girlfriend (1995)
- Warm Nights (1996)
- The Evangelist (2008)
- Songs to Play (2015)
- Inferno (2019)
- The Candle and the Flame (2023)
- Strawberries (2025)

### Álbumes recopilatorios
- Intermission (2007)

### Otras apariciones
- Songs for the Young at Heart (2007) – contribuyó con "Uncle Sigmund's Clockwork Storybook"
- I'm Your Fan: The Songs of Leonard Cohen (1991) – contribuyó con "Tower of Song"